# Love Walks In
«Love Walks In» es una canción escrita e interpretada por la banda de hard rock Van Halen, lanzada en julio de 1986 como el tercer sencillo del séptimo álbum de estudio "5150" (1986). Fue la primera canción que la banda escribió con el vocalista Sammy Hagar.
El intro de la canción comienza con Eddie Van Halen (guitarra principal, teclados) tocando un sintetizador lento. La canción comienza en la tecla de C y para el verso cambia a lo que suena como Dm. El puente se salta a otra clave, entonces en el coro se remonta a C, manteniendo una estructura cíclica.
En Estados Unidos alcanzó el número 4 en la lista Billboard Top Rock Tracks y llegó al número 22 en el Billboard Hot 100, así como al número 65 en la lista RPM Top Singles de Canadá. 

## Lista de canciones
sencillo 7" (Warner Bros. Records – 9 28626-7)
A "Love Walks In" – 4:24
B "Summer Nights" – 5:04
maxi 12" (Warner Bros. Records – PRO-A-2542)
A "Love Walks In" (Edit) – 4:24
B "Love Walks In" (LP Version) – 5:09

## Posicionamiento en listas
| Lista (1986-1987)                          | Máxima posición |
| ------------------------------------------ | --------------- |
| Canadá (RPM Top Singles)                   | 65              |
| Estados Unidos (Billboard Hot 100)         | 22              |
| Estados Unidos (Billboard Top Rock Tracks) | 4               |

## Personal
- Sammy Hagar - voz principal, guitarra principal (versión en vivo)
- Eddie Van Halen - guitarra, teclados, coros
- Michael Anthony - bajo, coros
- Alex Van Halen - batería